# Miming
Nella mitologia norrena, Miming era un troll che abitava nella foresta, era il figlio di Hothbrod e l'allievo di Gevar.
In una versione teutonica del mito della morte di Baldr, la spada di Miming è l'arma che Höðr usa per uccidere Baldr. In questo mito Höðr non è cieco ed è piuttosto rappresentato come figura molto forte fisicamente. La spada di Miming si diceva che fosse stata forgiata da Weyland, il dio dei fabbri, per suo figlio Heime.